# Palazzo Provaglio
Il palazzo Provaglio è un edificio settecentesco che sorge all'interno del centro storico della città di Brescia.

## Storia
Il palazzo venne edificato nella seconda metà del Settecento, su commissione dalla famiglia dei Provaglio, nobile famiglia bresciana, con progetto affidato all'architetto Antonio Turbino, che lo realizzò in uno splendido stile neoclassico.
Il palazzo venne gravemente danneggiato durante il bombardamento del 4 aprile del 1945, al quale sopravvissero solo lo scalone interno e la sala d'Ercole.
Nel 1946 viene fondato l'istituto "Ven. A. Luzzago" dai Frati Francescani e viene gestito da essi dal 1954. Oggi è un prestigioso liceo paritario della città che offre 3 corsi di studio: liceo scientifico quadriennale, liceo scientifico scienze applicate e liceo linguistico.

## Opere d'arte

### La sala d'Ercole
La sala d'Ercole è l'unica sala affrescata esistente, nel basamento sono rappresentate in tono monocromatico elementi decorativi, floreali.
Ogni parete presenta poi al suo centro il disegno di balaustre sulle quali si affacciano figure femminili con abiti settecenteschi, e figure maschili di chiari rimandi classici.
Da notare la presenza di un tricolore e alcuni richiami alla stagione rivoluzionaria della repubblica bresciana del 1797, alla quale probabilmente la famiglia aveva partecipato.